# 久しぶりのリップグロス
「久しぶりのリップグロス」（ひさしぶりのリップグロス）は、日本の女性アイドルグループ・AKB48の楽曲。作詞は秋元康、作曲は川浦正大が担当した。2022年10月19日にAKB48のメジャー60作目のシングルとしてキングレコードから発売された。楽曲のセンターポジションは千葉恵里が務めた。

## 背景とリリース
前作『元カレです』から約5か月ぶりとなるシングル。
1年に2枚のシングルが発売されるのは、2019年以来、3年ぶりとなる。
Type A、Type B、Type Cのそれぞれ初回限定盤と通常盤、および劇場盤の7形態で発売された。
2022年8月6日に、ミュージックビデオ（MV）撮影現場からAKB48公式YouTubeチャンネルの生配信にて選抜メンバーが発表された。前作と同じくAKB48のメンバーのみで表題曲の選抜メンバーが構成されている。
千葉恵里はシングル表題曲において初のセンターポジションを務める。選抜メンバーの人数は、2018年9月19日発売の53rdシングル『センチメンタルトレイン』以来、4年1か月（7作）ぶりの16人。茂木忍と佐藤綺星の2人が初選抜。茂木は2011年12月のお披露目以来10年10か月での初選抜、AKB48史上最も遅い記録。佐藤は17期研究生として2022年5月にお披露目されて5か月目での初選抜。研究生からの選抜入りは、発表時点を除くと48thシングル『願いごとの持ち腐れ』で選抜入りした久保怜音以来である。
前作の選抜メンバーのうち、浅井七海、坂口渚沙、田口愛佳、谷口めぐ、福岡聖菜、武藤十夢の計6人が選抜から外れた。
振付は前作に引き続き、GANMIが担当した。CDジャケットの手書きのタイトルロゴは、選抜メンバー16名でコンペを行い、小田えりなのデザインを採用した。
2022年8月29日に放送された『CDTVライブ!ライブ! 夏の4時間スペシャル』（TBSテレビ）にて初披露された。
全タイプ共通のカップリングには、SHOWROOM選抜の「Sugar night」が収録されている。
発売翌年の2023年にレーベルをユニバーサルミュージックのEMIレコードと契約したため、キングレコードから発売された最後のCD作品となった。

## アートワーク
| Type A（初回限定盤） | 岡田奈々、小田えりな、柏木由紀、千葉恵里、茂木忍             |
| Type B（初回限定盤） | 大西桃香、大盛真歩、岡部麟、倉野尾成美、本田仁美、山内瑞葵   |
| Type C（初回限定盤） | 小栗有以、佐藤綺星、下尾みう、向井地美音、村山彩希           |
| Type A（通常盤）     | 大西桃香、大盛真歩、小田えりな、佐藤綺星、千葉恵里、本田仁美 |
| Type B（通常盤）     | 岡部麟、小栗有以、柏木由紀、倉野尾成美、下尾みう、山内瑞葵   |
| Type C（通常盤）     | 岡田奈々、向井地美音、村山彩希、茂木忍                       |
| 劇場盤               | 千葉恵里                                                     |

## チャート成績
2022年10月31日付オリコンチャートでCDシングル初週31万8000枚を売り上げ初登場1位を獲得。『RIVER』から47作連続でオリコンチャート週間1位となり、歴代1位の記録をもつ女性アーティストによる「シングル連続1位獲得作品数」と「シングル通算1位獲得作品数」をともに自己更新。「シングル連続トップ10入り獲得作品数」は58作となり、嵐と並ぶ歴代1位タイとなった。また、2022年10月26日公開のBillboard JAPAN週間シングル・セールス・チャート“Top Singles Sales”で、初週429,419枚を売り上げて、1位を獲得した。

## ミュージック・ビデオ
2022年9月7日、AKB48初の試みとして制作された縦型で見せるMV「SNS ver.」が公開された。
夏を満喫するSNS世代のメンバーの等身大の「映え」を意識した日常が映像で表現されている。沖縄・鏡地海岸にて撮影された広大な空と海をバックに鏡面ステージで踊るメンバーたちの姿は、ドローンも使用して撮影された。ラストに映し出される花火は、本作が60枚目のシングルであることにちなみ、合計60発打ち上げられた。この60発の打ち上げ花火は、シングルに付属するコンプリートDVDにMV「DVD complete ver.」として収録されている。
また、縦型の「SNS ver.」の他に、モニターライクな横型の「YouTube ver.」も後日YouTubeにて公開された。

## メディアでの使用
久しぶりのリップグロス
ヤクルト本社 Web CM「Yakult（ヤクルト）1000」
わがままメタバース
NTTドコモ・NTTコノキュー バーチャル空間（メタバース）「XR World」テーマソング

## シングル収録トラック

### Type A
「初回限定盤」と「通常盤」の2種類が存在するが、収録トラックは同一。
| #         | タイトル                                     | 作詞      | 作曲             | 編曲           | 時間  |
| --------- | -------------------------------------------- | --------- | ---------------- | -------------- | ----- |
| 1.        | 「久しぶりのリップグロス」                   | 秋元康    | 川浦正大         | APAZZI         | 5:14  |
| 2.        | 「Sugar night」(SHOWROOM選抜)                | 秋元康    | デレク・ターナー | 野中“まさ”雄一 | 4:29  |
| 3.        | 「Wonderful Love」(AKB48 17期研究生)         | 秋元康    | 川浦正大         | 若田部誠       | 4:09  |
| 4.        | 「久しぶりのリップグロス（off vocal ver.）」 |           | 川浦正大         | APAZZI         | 5:14  |
| 5.        | 「Sugar night（off vocal ver.）」            |           | デレク・ターナー | 野中“まさ”雄一 | 4:28  |
| 6.        | 「Wonderful Love（off vocal ver.）」         |           | 川浦正大         | 若田部誠       | 4:08  |
| 合計時間: | 合計時間:                                    | 合計時間: | 合計時間:        | 合計時間:      | 27:42 |

| #  | タイトル                                                 | 作詞 | 作曲・編曲 | 監督                                     |
| -- | -------------------------------------------------------- | ---- | ---------- | ---------------------------------------- |
| 1. | 「久しぶりのリップグロス Music Video DVD complete ver.」 |      |            | TCM_AMAZONIST"NINO"、TCM_KIZUKU"CHARLIE" |
| 2. | 「Sugar night Music Video」                              |      |            | 佐伯雄一郎                               |

### Type B
「初回限定盤」と「通常盤」の2種類が存在するが、収録トラックは同一。
| #         | タイトル                                     | 作詞      | 作曲             | 編曲             | 時間  |
| --------- | -------------------------------------------- | --------- | ---------------- | ---------------- | ----- |
| 1.        | 「久しぶりのリップグロス」                   | 秋元康    | 川浦正大         | APAZZI           | 5:14  |
| 2.        | 「Sugar night」(SHOWROOM選抜)                | 秋元康    | デレク・ターナー | 野中“まさ”雄一   | 4:29  |
| 3.        | 「わがままメタバース」(AKB48 SURREAL)        | 秋元康    | YASUSHI WATANABE | YASUSHI WATANABE | 4:51  |
| 4.        | 「久しぶりのリップグロス（off vocal ver.）」 |           | 川浦正大         | APAZZI           | 5:14  |
| 5.        | 「Sugar night（off vocal ver.）」            |           | デレク・ターナー | 野中“まさ”雄一   | 4:27  |
| 6.        | 「わがままメタバース（off vocal ver.）」     |           | YASUSHI WATANABE | YASUSHI WATANABE | 4:49  |
| 合計時間: | 合計時間:                                    | 合計時間: | 合計時間:        | 合計時間:        | 29:04 |

| #  | タイトル                                                 | 作詞 | 作曲・編曲 | 監督                                     |
| -- | -------------------------------------------------------- | ---- | ---------- | ---------------------------------------- |
| 1. | 「久しぶりのリップグロス Music Video DVD complete ver.」 |      |            | TCM_AMAZONIST"NINO"、TCM_KIZUKU"CHARLIE" |
| 2. | 「Sugar night Music Video」                              |      |            | 佐伯雄一郎                               |

### Type C
「初回限定盤」と「通常盤」の2種類が存在するが、収録トラックは同一。
| #         | タイトル                                     | 作詞      | 作曲                 | 編曲           | 時間  |
| --------- | -------------------------------------------- | --------- | -------------------- | -------------- | ----- |
| 1.        | 「久しぶりのリップグロス」                   | 秋元康    | 川浦正大             | APAZZI         | 5:14  |
| 2.        | 「Sugar night」(SHOWROOM選抜)                | 秋元康    | デレク・ターナー     | 野中“まさ”雄一 | 4:29  |
| 3.        | 「マジか」(2nd Generation)                   | 秋元康    | Huge M、Kaz Kuwamura | Huge M         | 3:45  |
| 4.        | 「久しぶりのリップグロス（off vocal ver.）」 |           | 川浦正大             | APAZZI         | 5:14  |
| 5.        | 「Sugar night (off vocal ver.）」            |           | デレク・ターナー     | 野中“まさ”雄一 | 4:28  |
| 6.        | 「マジか（off vocal ver.）」                 |           | Huge M、Kaz Kuwamura | Huge M         | 3:43  |
| 合計時間: | 合計時間:                                    | 合計時間: | 合計時間:            | 合計時間:      | 26:53 |

| #  | タイトル                                                 | 作詞 | 作曲・編曲 | 監督                                     |
| -- | -------------------------------------------------------- | ---- | ---------- | ---------------------------------------- |
| 1. | 「久しぶりのリップグロス Music Video DVD complete ver.」 |      |            | TCM_AMAZONIST"NINO"、TCM_KIZUKU"CHARLIE" |
| 2. | 「Sugar night Music Video」                              |      |            | 佐伯雄一郎                               |

### 劇場盤
| #         | タイトル                                     | 作詞      | 作曲             | 編曲           | 時間  |
| --------- | -------------------------------------------- | --------- | ---------------- | -------------- | ----- |
| 1.        | 「久しぶりのリップグロス」                   | 秋元康    | 川浦正大         | APAZZI         | 5:14  |
| 2.        | 「Sugar night」(SHOWROOM選抜)                | 秋元康    | デレク・ターナー | 野中“まさ”雄一 | 4:29  |
| 3.        | 「運命の歌」(1st Generation)                 | 秋元康    | 柳沢英樹         | 柳沢英樹       | 4:16  |
| 4.        | 「久しぶりのリップグロス（off vocal ver.）」 |           | 川浦正大         | APAZZI         | 5:14  |
| 5.        | 「Sugar night（off vocal ver.）」            |           | デレク・ターナー | 野中“まさ”雄一 | 4:28  |
| 6.        | 「運命の歌（off vocal ver.）」               |           | 柳沢英樹         | 柳沢英樹       | 4:15  |
| 合計時間: | 合計時間:                                    | 合計時間: | 合計時間:        | 合計時間:      | 27:56 |

## 選抜メンバー
- 大西桃香
- 大盛真歩
- 岡田奈々
- 岡部麟
- 小栗有以
- 小田えりな
- 柏木由紀
- 倉野尾成美
- 佐藤綺星
- 下尾みう
- 千葉恵里
- 本田仁美
- 向井地美音
- 村山彩希
- 茂木忍
- 山内瑞葵